# هری لولین
هری لولین (انگلیسی: Harry Llewellyn; ۱۸ ژوئیهٔ ۱۹۱۱ – ۱۵ نوامبر ۱۹۹۹) سوارکار اهل بریتانیا بود.